# Назарівська вулиця
Наза́рівська ву́лиця — вулиця в Шевченківському районі міста Києва, місцевість Паньківщина. Пролягає від вулиці Гетьмана Павла Скоропадського до вулиці Симона Петлюри.

## Історія
Вулицю прокладено згідно з планом міста, затвердженим 1837 року. З 1850-х років вулиця відома під назвою Макаріївська. 
З 1874 року — Назарівська, ймовірно, від імені або прізвища домовласника. 
З 1926 року (назву підтверджено 1944 року) мала назву вулиця Вєтрова (Вітрова), на честь Б. С. Вєтрова, робітника Київських залізничних майстерень, що загинув під час Січневого повстання 1918 року проти Центральної Ради. Під час нацистської окупації міста в 1941–1943 роках — Назарівська вулиця. 
Сучасну історичну назву вулиці відновлено 2014 року.

## Пам'ятки архітектури та історично цінні будівлі
- № 19 (1911; архітектор Ігнатій Ледоховський);
- № 21 (1910; архітектор Ігнатій Ледоховський).
- У будинку № 15 зупинявся письменник Михайло Коцюбинський, у будинку № 17 мешкав історик Михайло Владимирський-Буданов, а в будинку № 21 — письменниця Леся Українка.

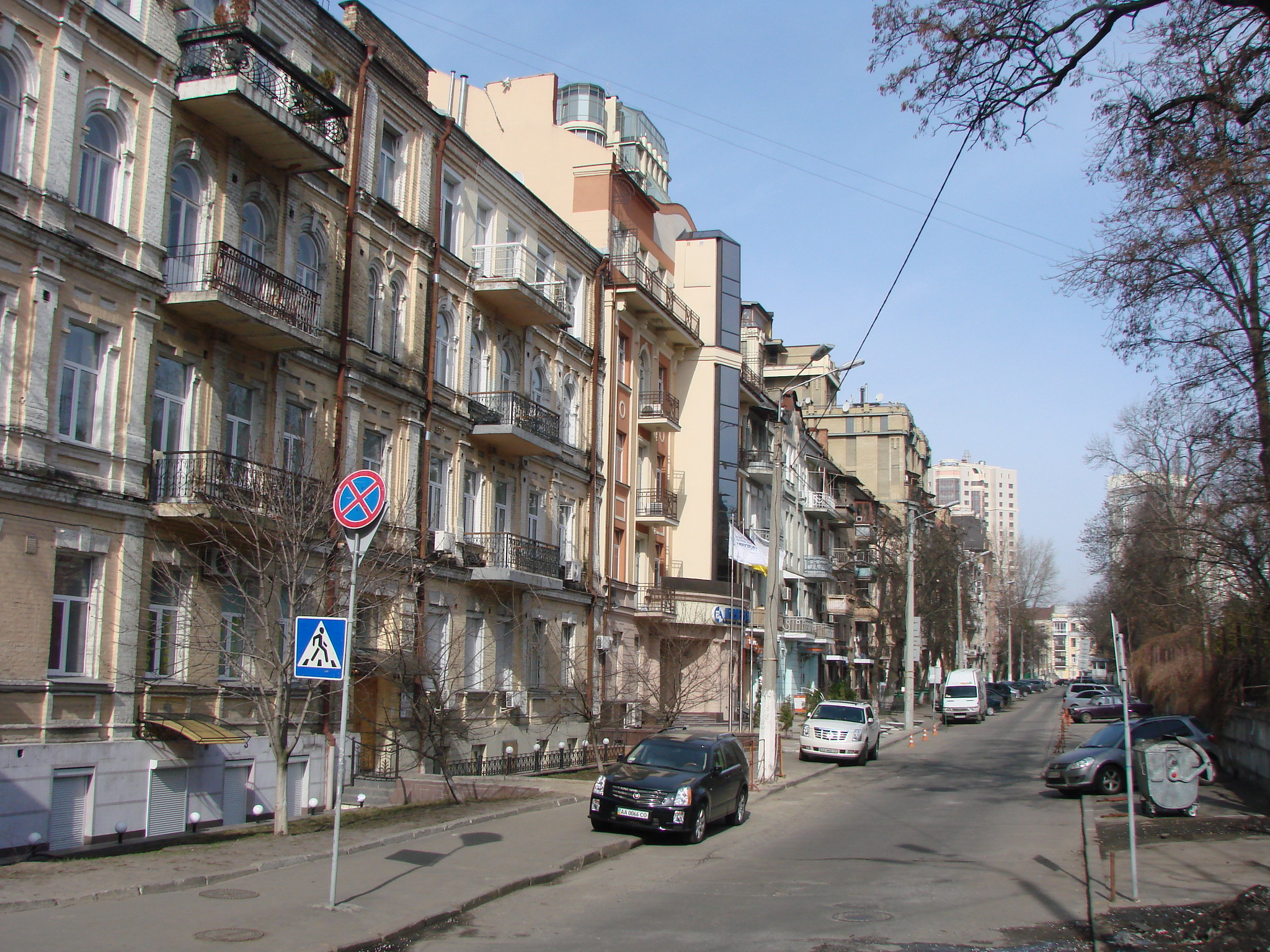
Забудова Назарівської вулиці
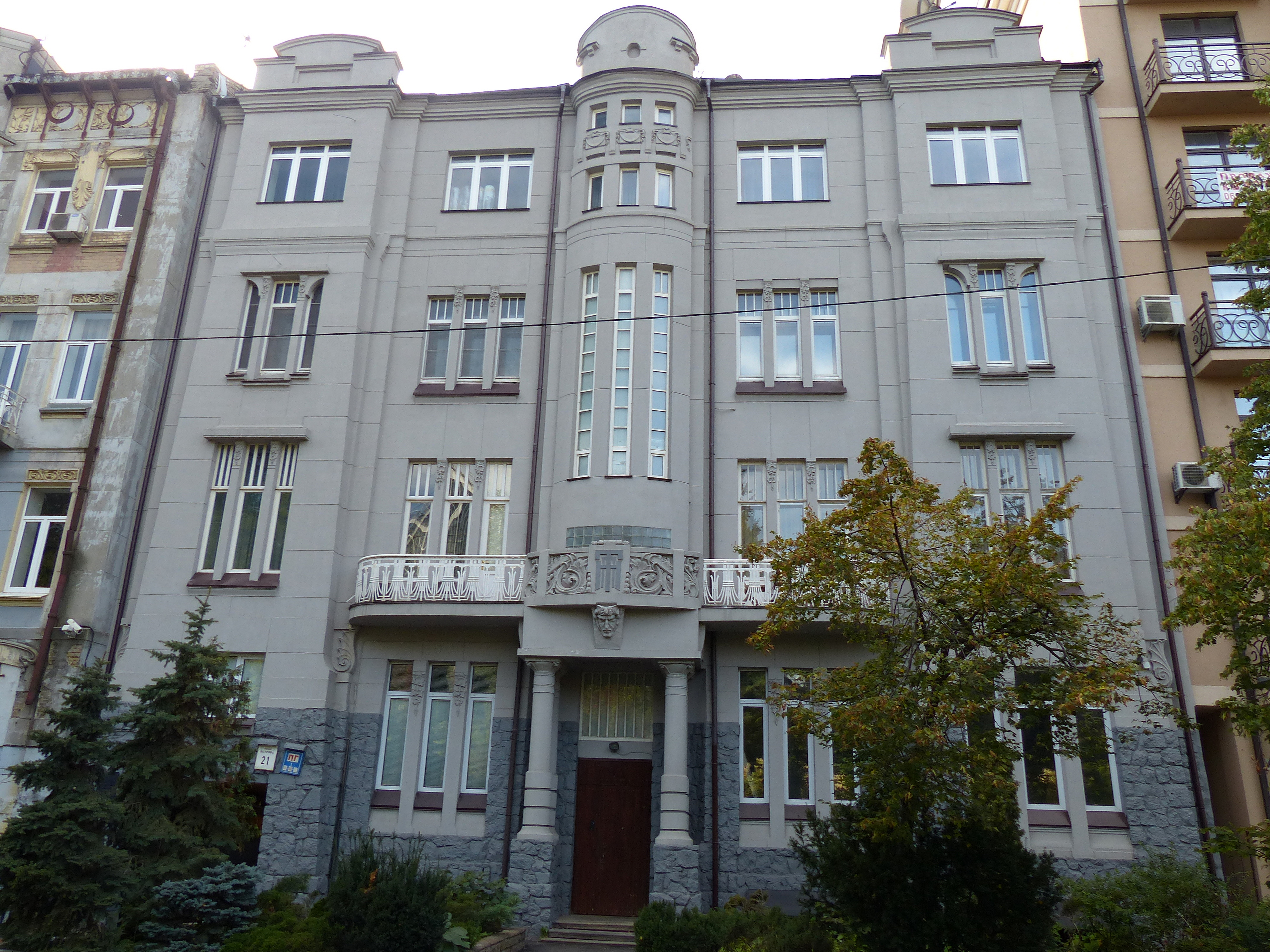
Будинок № 21

## Установи та заклади
- № 3 — НАЕК «Енергоатом».

## Особливості вулиці
Весь парний бік вулиці займає територія ботанічного саду ім. О. Фоміна.